# Karl Stumpff (Astronom)
Karl Johann Nikolaus Stumpff (* 17. Mai 1895 in Schleswig; † 10. November 1970 in Göttingen) war ein deutscher Astronom.
Stumpff war der Sohn eines Tischlermeisters (der 1909 starb) und machte 1914 in Flensburg Abitur. Er studierte (unterbrochen vom Ersten Weltkrieg mit Dienst beim Roten Kreuz) danach in Göttingen (Johannes Franz Hartmann, Leopold Ambronn, Emil Wiechert) und Kiel (Paul Harzer). 1922 promovierte er in Göttingen (Theorie der Periodogramme und ihre Anwendbarkeit auf Analyse der Mondbewegung). Aus der Dissertation entstand auch ein fotografischer Apparat zur Auffindung solcher Perioden in den Beobachtungsdaten (z. B. Lage der Rotationsachse der Erde, Sonnenflecken, Sternhelligkeit), den Stumpff ab 1925 als Assistent an der Breslauer Sternwarte nutzte. 1927 habilitierte er sich in Breslau. 1934 wurde er Observator am Meteorologischen Institut in Berlin, wo er seine Periodenuntersuchungen anwenden sollte, und wurde 1935 außerplanmäßiger außerordentlicher Professor an der Friedrich-Wilhelms-Universität Berlin. 1942 wurde er außerordentlicher Professor für Astronomie an der Universität Graz und Direktor der  Universitätssternwarte Graz. Er wandte sich dort den schon in Breslau begonnenen Untersuchungen zur Himmelsmechanik zu, für die er vor allem bekannt ist.
Nach dem Zweiten Weltkrieg, im Jahre 1946, musste er Österreich verlassen und war 1952 bis zu seiner Emeritierung 1959 Professor für Sphärische Astronomie, Bahnbestimmung und Himmelsmechanik an der Universität Göttingen. 1961 und 1966/67 hielt er Vorlesungen und arbeitete er bei der NASA in Washington, D.C. insbesondere zu Methoden der Bahnbestimmung.
Er schrieb neben seinem Lehrbuch der Himmelsmechanik auch populärwissenschaftliche Bücher. So verfasste er unter anderem eine völlige Neubearbeitung des Klassikers „Die Wunder des Himmels“, welches erstmals schon 1834 von Joseph Johann von Littrow herausgebracht worden war.
Der Asteroid (3105) Stumpff ist nach ihm benannt.

## Schriften
- Grundlagen und Methoden der Periodenforschung. Berlin 1937
- Ermittlung und Realität von Periodizitäten. Korrelationsrechnung. In: Handbuch der Geophysik. 1940
- Tafeln und Aufgaben zur Harmonischen Analyse und Periodogrammrechnung. Berlin 1939
- Neue Theorie und Methoden der Ephemeridenrechnung. Abhandlungen der Deutschen Akademie der Wissenschaften 1947
- Neue Wege zur Bahnberechnung der Himmelskörper. In: Fortschritte der Physik. Bd. 1, 1954, S. 557–596
- Himmelsmechanik, 1, Das Zweikörperproblem und die Methoden der Bahnbestimmung der Planeten und Kometen. In: Hochschulbücher für Physik. Berlin 1959. Band 32.
- Himmelsmechanik, 2, Das Dreikörperproblem. In: Hochschulbücher für Physik. Berlin 1965. Band 40.
- Himmelsmechanik, 3, Allgemeine Störungen. In: Hochschulbücher für Physik. Berlin 1974. Band 41.
- Die Erde als Planet. Springer, Berlin 1939 und 1955 (= Verständliche Wissenschaft. Band 42).
- Das Uhrwerk des Himmels. Stuttgart 1942, 1944
- Komplette Neubearbeitung von Joseph Johann von Littrows Die Wunder des Himmels. Bonn 1963 (insgesamt 11. Auflage dieses Buches)
- Fischer Lexikon Astronomie. 1957, 1972
- Astronomie gegen Astrologie. 1955